# Смельчиньский, Адам
Адам Смельчиньский (пол. Adam Smelczyński; 14 сентября 1930 года, Ченстохова — 14 июня 2021 года) — польский стрелок, призёр Олимпийских игр, участник 6 Олимпиад.

## Биография
Принимал участие в соревнованиях по стрельбе по мишеням «трап». Шесть раз принимал в этом виде участие на Олимпиадах. Самый большой успех был на первом старте в Мельбурне в 1956 году, когда выиграл серебряную медаль. Позже участвовал в Олимпиадах: в Риме 1960 — 7 место; в Токио 1964 — 32 место; в Мехико 1968 — 6 место; в Мюнхене 1972 — 11 место и в Монреале 1976 — 6 место.
Также был бронзовым призером чемпионата мира в Болонье в 1967 году. Дважды выигрывал чемпионат Европы: в Мадриде в 1972 году и в Брно в 1976 году. Дважды был бронзовым призером чемпионата Европы в личном зачете: в Антибе в 1974 и Вене в 1975 году. Также был трехкратным призером чемпионатов Европы в составе сборной: серебро в Болонье в 1964 году и Мадриде в 1972 году и бронза в Бухаресте в 1955 году.
Двенадцать раз выигрывал чемпионат Польши: в 1956, 1958, 1959, 1960, 1962, 1963, 1966, 1967, 1968, 1970, 1971 и 1976 годах.
В марте 2013 года в Ягеллонском университете в Кракове награжден медалью «Калос Кагатос».
По образованию стоматолог.
В 1998 году награжден Офицерским крестом ордена Возрождения Польши.